# Brachydeuterus auritus
Brachydeuterus auritus és una espècie de peix pertanyent a la família dels hemúlids i l'única del gènere Brachydeuterus.
És un peix marí i d'aigua salabrosa, bentopelàgic i de clima tropical (35°N-16°S, 17°W-14°E) que viu entre 10 i 100 m de fondària (normalment, entre 15 i 80).Es troba a l'Atlàntic oriental: des del Marroc fins a Angola. Roman a prop del fons durant el dia i es desplaça a mar obert durant la nit. Menja invertebrats i peixets.
És inofensiu per als humans.
- Pot arribar a fer 30 cm de llargària màxima (normalment, en fa 23).
- 12 espines i 11-14 radis tous a l'aleta dorsal i 3 espines i 9 radis tous a l'anal.
- Boca grossa i obliqua.
- Ulls grossos.
- És de color gris argentat amb les aletes grises.[2][3]

## Depredadors
A Nigèria és depredat per Pseudotolithus senegalensis i Pseudotolithus typus.